# Грандисон, Юэн
Юэн Рикардо Грандисон (англ. Ewan Ricardo Grandison; 28 января 1991) — ямайский футболист, полузащитник. Выступал в сборной Ямайки.

## Карьера

### Клубная
В 2011 году Грандисон дебютировал в профессиональном футболе в команде «Портмор Юнайтед», и в первом же сезоне, проведя 38 матчей и забив 3 мяча, стал победителем чемпионата Ямайки.
В 2013 году полузащитник участвовал в Карибском клубном чемпионате, по итогам которого «Портмор» не удалось квалифицироваться в Лигу чемпионов КОНКАКАФ 2013/14.
10 декабря 2018 года подписал контракт с новообразованным клубом Чемпионшипа ЮСЛ, второго дивизиона США, «Мемфис 901». 9 марта 2019 года участвовал в дебютном матче клуба, соперником в котором был «Тампа-Бэй Раудис».

### В сборной
В составе молодёжной сборной Ямайки Грандисон принимал участие в отборочных матчах к чемпионату КОНКАКАФ 2011, а также в одном матче финальной стадии.
18 мая 2012 года Юэн дебютировал в составе сборной Ямайки, выйдя в стартовом составе в товарищеском матче со сборной Гайаны. Летом 2017 года полузащитник был включён в заявку своей команды для участия в Золотом кубке КОНКАКАФ.

## Достижения
«Портмор Юнайтед»
- Чемпион Ямайки (1): 2011/12